# Friedrich II. (Vianden)
Friedrich II. von Vianden († 1187) war von 1163 bis 1175 Graf von Niedersalm (als Friedrich I.), und etwas später Graf von Vianden (1163–1184). Er war der jüngere Bruder des Grafen Siegfried I. von Vianden.
Er heiratete Elisabeth von Salm, Tochter des Grafen Heinrich I. von Salm und Schwester des Grafen Heinrich II. von Obersalm. Friedrich und Elisabeth hatten mindestens drei Kinder:
- Friedrich III., Graf von Vianden
- Hermann
- Wilhelm I., Graf von Niedersalm
- Katrin (* um 1155) ⚭ Wessel von Strünkede
- Dietrich, Herr von Moers (* um 1160; † nach 1191)

Von Friedrich II. und Elisabeth stammen ab die Grafen von Salm in den Ardennen, welche mit Graf Heinrich VII. von Niedersalm († 1416) aussterben. 